# Vasek Pospisil
Vasek Pospisil, cz. Vašek Pospíšil (ur. 23 czerwca 1990 w Vernon) – kanadyjski tenisista czeskiego pochodzenia, zwycięzca wielkoszlemowego Wimbledonu 2014 w grze podwójnej, reprezentant w Pucharze Davisa, olimpijczyk z Londynu (2012) i Rio de Janeiro (2016).

## Kariera tenisowa
Karierę tenisową Pospisil rozpoczął w 2007 roku.
W grze pojedynczej jest finalistą trzech imprez o randze ATP Tour.
W grze podwójnej zwyciężył podczas Wimbledonu w 2014 roku. Razem Jackiem Sockiem pokonali w meczu o mistrzostwo braci Boba i Mike’a Bryanów 7:6(5), 6:7(3), 6:4, 3:6, 7:5. W sumie Pospisil jest mistrzem 7 turniejów deblowych z 15 osiągniętych finałów.
Od 2008 roku Pospisil reprezentuje Kanadę w Pucharze Davisa. W 2011 roku, podczas baraży o awans do grupy światowej znacząco przyczynił się do pokonania Izraela. Kanadyjczycy triumfowali 3:2, a Pospisil pokonał w singlu w pięciu setach Dudiego Selę, potem w trzech setach Amira Weintrauba, a także w deblu wspólnie z Danielem Nestorem parę Jonatan Erlich–Andy Ram.
W 2012 roku zagrał na igrzyskach olimpijskich w Londynie. Z zawodów singlowych odpadł w 1. rundzie, natomiast z turnieju deblowego został wyeliminowany w 2. rundzie. Podczas rozgrywek gry podwójnej tworzył parę z Danielem Nestorem. Podczas igrzysk olimpijskich w Rio de Janeiro w 2016 zajął 4. miejsce w turnieju deblowym, ponownie startując z Danielem Nestorem.
W rankingu gry pojedynczej Pospisil najwyżej był na 25. miejscu (27 stycznia 2014), a w klasyfikacji gry podwójnej na 5. pozycji (6 kwietnia 2015).

### Finały w turniejach ATP Tour
| Legenda                                      |
| -------------------------------------------- |
| Wielki Szlem                                 |
| Igrzyska olimpijskie                         |
| Tennis Masters Cup / ATP Finals              |
| ATP Masters Series / ATP Tour Masters 1000   |
| ATP International Series Gold / ATP Tour 500 |
| ATP International Series / ATP Tour 250      |

#### Gra pojedyncza (0–3)
| Końcowy wynik | Nr | Data              | Turniej     | Nawierzchnia  | Przeciwnik    | Wynik finału     |
| ------------- | -- | ----------------- | ----------- | ------------- | ------------- | ---------------- |
| Finalista     | 1. | 3 sierpnia 2014   | Waszyngton  | Twarda        | Milos Raonic  | 1:6, 4:6         |
| Finalista     | 2. | 9 lutego 2020     | Montpellier | Twarda (hala) | Gaël Monfils  | 5:7, 3:6         |
| Finalista     | 3. | 14 listopada 2020 | Sofia       | Twarda (hala) | Jannik Sinner | 4:6, 6:3, 6:7(3) |

#### Gra podwójna (7–8)
| Końcowy wynik | Nr | Data                 | Turniej           | Nawierzchnia  | Partner          | Przeciwnicy                          | Wynik finału                  |
| ------------- | -- | -------------------- | ----------------- | ------------- | ---------------- | ------------------------------------ | ----------------------------- |
| Zwycięzca     | 1. | 5 lipca 2014         | Wimbledon, Londyn | Trawiasta     | Jack Sock        | Bob Bryan Mike Bryan                 | 7:6(5), 6:7(3), 6:4, 3:6, 7:5 |
| Zwycięzca     | 2. | 27 lipca 2014        | Atlanta           | Twarda        | Jack Sock        | Steve Johnson Sam Querrey            | 6:3, 5:7, 10–5                |
| Finalista     | 1. | 17 sierpnia 2014     | Cincinnati        | Twarda        | Jack Sock        | Bob Bryan Mike Bryan                 | 3:6, 2:6                      |
| Finalista     | 2. | 5 października 2014  | Pekin             | Twarda        | Julien Benneteau | Jean-Julien Rojer Horia Tecău        | 7:6(6), 5:7, 5–10             |
| Zwycięzca     | 3. | 26 października 2014 | Bazylea           | Twarda (hala) | Nenad Zimonjić   | Marin Draganja Henri Kontinen        | 7:6(13), 1:6, 10–5            |
| Zwycięzca     | 4. | 22 marca 2015        | Indian Wells      | Twarda        | Jack Sock        | Simone Bolelli Fabio Fognini         | 6:4, 6:7(3), 10–7             |
| Finalista     | 3. | 4 kwietnia 2015      | Miami             | Twarda        | Jack Sock        | Bob Bryan Mike Bryan                 | 3:6, 6:1, 8–10                |
| Zwycięzca     | 5. | 11 października 2015 | Pekin             | Twarda        | Jack Sock        | Daniel Nestor Édouard Roger-Vasselin | 3:6, 6:3, 10–6                |
| Finalista     | 4. | 8 listopada 2015     | Paryż             | Twarda (hala) | Jack Sock        | Ivan Dodig Marcelo Melo              | 6:2, 3:6, 5–10                |
| Zwycięzca     | 6. | 14 lutego 2016       | Rotterdam         | Twarda (hala) | Nicolas Mahut    | Philipp Petzschner Alexander Peya    | 7:6(2), 6:4                   |
| Finalista     | 5. | 19 marca 2016        | Indian Wells      | Twarda        | Jack Sock        | Nicholas Mahut Pierre-Hugues Herbert | 3:6, 6:7(5)                   |
| Finalista     | 6. | 15 maja 2016         | Rzym              | Ceglana       | Jack Sock        | Bob Bryan Mike Bryan                 | 6:2, 3:6, 7–10                |
| Finalista     | 7. | 6 stycznia 2017      | Doha              | Twarda        | Radek Štěpánek   | Jérémy Chardy Fabrice Martin         | 4:6, 6:7(3)                   |
| Zwycięzca     | 7. | 23 lutego 2020       | Marsylia          | Twarda (hala) | Nicolas Mahut    | Wesley Koolhof Nikola Mektić         | 6:3, 6:4                      |
| Finalista     | 8. | 18 lipca 2021        | Newport           | Trawiasta     | Austin Krajicek  | William Blumberg Jack Sock           | 2:6, 6:7(3)                   |